# Aventures à Berlin
Pour plus de détails, voir Fiche technique et Distribution.
Aventures à Berlin (Desperate Moment) est un film britannique réalisé par Compton Bennett, sorti en 1953.

## Synopsis
Un Néerlandais accusé à tort d'un crime traverse l'Allemagne à la recherche de la personne qui pourrait l'innocenter.

## Fiche technique
- Titre original : Desperate Moment
- Titre français : Aventures à Berlin
- Réalisation : Compton Bennett
- Scénario : Patrick Kirwan, George H. Brown, d'après un roman de Martha Albrand
- Direction artistique : Maurice Carter
- Costumes : Julie Harris
- Photographie : C.M. Pennington-Richards
- Son : John Dennis, Gordon K. McCallum
- Montage : John D. Guthridge
- Musique : Ronald Binge
- Production : George H. Brown
- Production exécutive : Earl St. John
- Société de production : George H. Brown Productions
- Société de distribution : General Film Distributors
- Pays d'origine :  Royaume-Uni
- Langue originale : anglais
- Format : Noir et blanc  — 35 mm — 1,37:1 — son mono
- Genre : drame
- Durée : 88 minutes
- Dates de sortie : 
  - Royaume-Uni : 17 mars 1953
  - France : 12 février 1954

## Distribution
- Dirk Bogarde : Simon Van Halder
- Mai Zetterling : Anna DeBurg
- Philip Friend : Capitaine Bob Sawyer
- Albert Lieven : Paul Ravitch, alias Schleger
- Fritz Wendhausen : Warder Goeter
- Carl Jaffe : Becker, le gardien de prison
- Gerard Heinz : le médecin de la prison
- André Mikhelson : l'inspecteur de police
- Harold Ayer : Capitaine Trevor Wood
- Friedrich Joloff : Valentin Vladek, alias Winter